# جرج شرمن
جرج شرمن (انگلیسی: George Sherman؛ ۱۴ ژوئیهٔ ۱۹۰۸ – ۱۵ مارس ۱۹۹۱) کارگردان اهل ایالات متحده آمریکا بود. وی بین سال‌های ۱۹۳۷ تا ۱۹۷۸ میلادی فعالیت می‌کرد.

## بخشی از فیلم‌شناسی
- اردوی زرین (۱۹۵۱)
- تاماهاوک (۱۹۵۱)
- سرقت (۱۹۴۸)
- سپیده دم در سوکورو (۱۹۵۴)
- شمشیر در صحرا (۱۹۴۹)
- صاحب اسب دیوانه (۱۹۵۵)